# Olešnice (Liberec)
Olešnice é uma comuna checa localizada na região de Liberec, distrito de Semily.